# Bahía Bufadero
Bahía Bufadero, antes llamada Caleta de Campos, está situada en el municipio de Lázaro Cárdenas en el estado mexicano de Michoacán. Hay 2864 habitantes. Bahía Bufadero está a 40 metros de altitud.

## Geografía
Bahía Bufadero se encuentra a 50 kilómetros de Playa Azul y forma parte de la Bahía Bufadero, que recibe su nombre del sonido que se genera cuando las olas impactan los acantilados de esta belleza natural que forma un precioso espejo de aguas con arenas amarillas bañadas por aguas de un intenso color azul, ideales para practicar el buceo y la pesca, disfrutar de su increíble clima, rodeado de vida tropical que enmarca el lugar de colores verdes. La tranquilidad propia de una bahía y la arena suave de sus playas permiten a sus visitantes pasar una tarde en familia nadando, disfrutando la vista o recorriendo los alrededores en lancha. El río Nexpa que alimenta Caleta de Campos, desemboca muy cerca de las playas La Soledad, Pichilinguillo, La Ticla y Maruata, sitios idóneos para practicar el buceo y la pesca submarina.

## Población
| Año  | Habitantes Mujeres | Habitantes hombres | Total habitantes |
| ---- | ------------------ | ------------------ | ---------------- |
| 2020 | 1416               | 1448               | 2864             |
| 2010 | 1300               | 1280               | 2580             |
| 2005 | 1061               | 980                | 2041             |